# Taumiel
Thaumiel (gemelo de Dios) es el nombre de la qlipáh de la sephiráh Keter. Mientras Keter representa la unidad de Dios, Thaumiel representa las fuerzas opuestas en constante lucha.
Keter es la primera emanación de Ein Sof, el punto de consciencia que cristaliza del vacío. Aunque Keter representa unidad, si no esta en equilibrio, esta implícito en su existencia el concepto de dualidad. Así, si no se equilibra con Malkuth, dara lugar a Thaumiel, ya que existirá como algo aparte del Ein Sof, Dios en su totalidad.
En demonología, se representa con dos cabezas gigante con alas de murciélago; y los regentes de Thaumiel son Moloch y Satanás.